# Gran Premi de Bèlgica del 1996
Resultats del Gran Premi de Bèlgica de Fórmula 1 disputat la temporada 1996 al circuit de Spa-Francorchamps el 25 d'agost del 1996.

## Resultats
| Pos | No | Pilot                 | Equip                  | Voltes | Temps / Retirada     | Pos. de sortida | Punts |
| --- | -- | --------------------- | ---------------------- | ------ | -------------------- | --------------- | ----- |
| 1   | 1  | Michael Schumacher    | Ferrari                | 44     | 1h 28' 15. 125       | 3               | 10    |
| 2   | 6  | Jacques Villeneuve    | Williams - Renault     | 44     | + 5.602 s            | 1               | 6     |
| 3   | 7  | Mika Häkkinen         | McLaren - Mercedes     | 44     | + 15.710 s           | 6               | 4     |
| 4   | 3  | Jean Alesi            | Benetton - Renault     | 44     | + 19.125 s           | 7               | 3     |
| 5   | 5  | Damon Hill            | Williams - Renault     | 44     | + 29.179 s           | 2               | 2     |
| 6   | 4  | Gerhard Berger        | Benetton - Renault     | 44     | + 29.896 s           | 5               | 1     |
| 7   | 19 | Mika Salo             | Tyrrell - Yamaha       | 44     | + 1' 00.754 min.     | 13              |       |
| 8   | 18 | Ukyo Katayama         | Tyrrell - Yamaha       | 44     | + 1' 40.227 min.     | 17              |       |
| 9   | 16 | Ricardo Rosset        | Footwork - Hart        | 43     | + 1 Volta            | 18              |       |
| 10  | 20 | Pedro Lamy            | Minardi - Ford         | 43     | + 1 Volta            | 19              |       |
| Ret | 8  | David Coulthard       | McLaren - Mercedes     | 37     | Virolla              | 4               |       |
| Ret | 12 | Martin Brundle        | Jordan - Peugeot       | 34     | Motor                | 8               |       |
| Ret | 2  | Eddie Irvine          | Ferrari                | 29     | Caixa canvi          | 9               |       |
| Ret | 11 | Rubens Barrichello    | Jordan - Peugeot       | 29     | Suspensions          | 10              |       |
| Ret | 10 | Pedro Diniz           | Ligier - Mugen - Honda | 22     | P. Elèctrica         | 15              |       |
| Ret | 17 | Jos Verstappen        | Footwork - Hart        | 11     | Accident             | 16              |       |
| Ret | 15 | Heinz-Harald Frentzen | Sauber - Ford          | 0      | Col·lisió            | 11              |       |
| Ret | 14 | Johnny Herbert        | Sauber - Ford          | 0      | Col·lisió            | 12              |       |
| Ret | 9  | Olivier Panis         | Ligier - Mugen - Honda | 0      | Col·lisió            | 14              |       |
| NVQ | 21 | Giovanni Lavaggi      | Minardi - Ford         |        | No es va classificar |                 |       |

## Altres
- Pole: Jacques Villeneuve 1' 50. 574

- Volta ràpida: Gerhard Berger 1' 53. 067 (a la volta 42)